# Caldea
Caldea – kompleks termalnych basenów leczniczych i rekreacyjnych oraz spa położony w andorskim mieście les Escaldes; jednocześnie największy tego typu obiekt w południowej Europie oraz najwyższy budynek w kraju.

## Historia i projekt
W 1987 roku rada parafii Escaldes-Engordany podjęła decyzję o budowie kompleksu basenów wykorzystujących okoliczne gorące źródła. Wody termalne wydobywające się na powierzchnię na terenie miasta les Escaldes mają temperaturę dochodzącą do ok. 70 stopni i były wykorzystywane do celów leczniczych już w czasach starożytnych (łac. Calidae).
Sporządzenie projektu obiektu powierzono francuskiemu architektowi Jeanowi-Michelowi Ruolsowi specjalizującemu się w budowie parków wodnych. Pierwotne założenia przewidywały wzniesienie budowli nawiązujących do miejscowej architektury romańskiej, w tym bazyliki Matki Bożej z Meritxell. W projekcie kamienno-drewnianych obiektów dominować miały pionowe linie, odwołania do górskich minerałów i kryształów. Ostatecznie plany te uległy bardzo poważnym zmianom.
Druga, zrealizowana wersja projektu oparta została na wizji nowoczesnej, awangardowej architektury. Fasada i dach ośrodka składają się z 23 załamujących się i ostro odcinających lustrzanych płaszczyzn. Pokrywające je szyby przepuszczają do środka kompleksu część światła dziennego, pozwalając na grę wody i światła. Wnętrza wypełniono obłymi futurystycznymi kształtami, stosownie podświetlanymi dla wydobycia dodatkowego efektu wizualnego. Dominantą uczyniono jednak 80-metrową wieżę odwołującą się do strzelistych dachów kościelnych wież. Iglica ma stanowić nawiązanie do drapaczy chmur z Londynu czy San Francisco. Dzięki niej gmach Caldei został najwyższym budynkiem w Andorze.
Początkowo projekt obiektu budził spore kontrowersje, krytykowano jego przesadzone rozmiary, jednak wraz z upływem czasu wpisał się na stałe w krajobraz les Escaldes i stał się swoistym symbolem nie tylko miasta, ale i całego kraju. Koszt całego przedsięwzięcia wyniósł 250 mln franków, zaś oficjalne otwarcie nastąpiło 26 marca 1994 r.
W roku 2013 kompleks Caldea rozbudowano, powiększając je o spa Inúu. Za stworzenie nowego skrzydła ponownie odpowiedzialny był Jean-Michel Ruols. Zajmujący teren 12 400 m² obiekt dopasowano pod względem architektonicznym do istniejących już budynków. Nakryto go szklanym dachem o powierzchni 5,5 tys. m² opartym na ważącym 280 ton metalowym szkielecie. Trzy lata później otwarto spa dla dzieci w wieku 3–8 lat, Likids. W 2019 roku w miejscu planowanego wcześniej kasyna wybudowano „zewnętrzną lagunę”. W jej skład wchodzi 25-metrowy basen pływacki z przeszklonym dnem, pod którym widoczne jest koryto rzeki Valiry. Po wspomnianych rozbudowach Caldea zyskała miano największego kompleksu wodolecznictwa w południowej Europie.

## Obiekty
Cały kompleks zajmuje teren 44 849 m² (ponad 30 000 m² powierzchni użytkowej) i może jednorazowo pomieścić 2646 osób. W pierwszym, niepełnym roku Caldeę odwiedziło 200 tys. osób, a w ciągu pierwszych piętnastu lat – średnio 360 tys. gości rocznie (w latach 1995–1998 odpowiednio 270 000, 310 513, 348 524 i 366 994), w kolejnych latach liczba ta przekroczyła 400 tys. osób rocznie (w 2017 – 400 956, w 2018 – 403 008). Woda wykorzystywana w ośrodku bogata jest w siarkę, sód i wapń a także plankton termalny. Przed wprowadzeniem do basenów jest filtrowana, poddawana oczyszczaniu, a także schładzana – z 70 do 33–34 stopni Celsjusza. Wskazuje się, że zastosowane technologie pozwalają na przeprowadzanie zabiegów z zakresu talasoterapii, czyli wykorzystujących wodę, piasek i muł morski.
Na potrzeby obiektu ukuto słowo termolúdic – mające oznaczać wykorzystanie naturalnych wód termalnych nie tylko w lecznictwie (balneoterapia, hydroterapia), ale i przy wykorzystaniu wszelkich innych metod do poprawy zdrowia, samopoczucia i urody. 
Cztery najważniejsze części Caldei to:
- Termolúdic – zasadnicza część rekreacyjna, w której znajduje się wewnętrzna laguna (basen o powierzchni 500 m², wanny z hydromasażem, jacuzzi), zewnętrzna laguna (rwąca rzeka, jacuzzi, sztuczne gejzery i wodospady), łaźnie indyjsko-rzymskie, tureckie, islandzkie, łaźnia Sirocco z gorącym powietrzem, zewnętrzne tarasy wypoczynkowe, sauna, strefy hydromasażu[7][22][23];
- Inúu – mogąca pomieścić 200 osób[11] przestrzeń przeznaczona wyłącznie dla dorosłych gości z wnętrzami nawiązującymi do form skalnych w tureckim Pamukkale[1]. W jego skład oprócz basenów z wodą termalną wchodzą m.in. zewnętrzna laguna, jacuzzi na świeżym powietrzu, strefa odpoczynku, sauny, gabinety masażu, strefy prywatne czy licząca 1250 m² siłownia[24][11];
- Likids – strefa przeznaczona dla dzieci, w której znajdują się: „laguna termalna” z brodzikiem o głębokości 40 cm, łożami wodnymi i strumieniami, a także dostosowane do wieku dzieci sauna, jacuzzi, miniaturowy salon urody czy strefa do gimnastyki[25][26];
- Space Origins – dodatkowa przestrzeń, w której zlokalizowano m.in. łaźnię z motywami azteckimi, inspirowany kulturą Japonii ogród i basen z pływającymi weń grejpfrutami, strefę do opalania z hamakami czy inspirowany architekturą Gaudíego wewnętrzny taras z restauracją[27][28].